# Светозар Прибичевич
Светозар Прибичевич е сръбски и хърватски политически държавен деец, публицист, водач на хърватските сърби в Австро-Унгария, привърженик на федеративното устройство на Кралство СХС, присъединява се към Хърватската селска партия на Степан Радич, обявява се открито срещу диктатурата на крал Александър Караджорджевич и затова е хвърлен в затвора, но под натиска на чуждото обществено мнение е освободен и след това живее в емиграция – Чехословакия и Франция. Издава и редактира вестник „Будучност“, автор на книгата „Диктатурата на крал Александър“. 
Политическата хърватска емиграция в Европа, която е под влиянието на д-р Мачек и Прибичевич, се представява от Светозар Прибичевич в Париж, Август Контич във Виена, Юрай Кърнович в Женева, където издава на френски, немски и английски вестник „Кроация“. Хърватската емиграция в Европа се състои от около 45000 души във Франция, 25000 души в Белгия, 5000 души в Холандия, а в Америка около 7 – 800000 души. Те са главна подкрепа на Усташката организация в Хърватия, която се бори за самостоятелна хърватска държава, която да включва Славония до Белград, Босна и Херцеговина и Далмация. 